# Мартинсон, Василий Васильевич
Василий Васильевич Мартинсон (1846—1932) — российский предприниматель-банкир
, потомственный почётный гражданин.

## Биография
Родился в 1846 году в Казани.
В 1866 году окончил Санкт-Петербургское коммерческое училище и поступил на службу в Государственный банк с жалованием 25 рублей в месяц. Но через три года оставил службу и устроил в Казани нечто вроде ссудной кассы или меняльной конторы вместе с А. А. Печёнкиной и В. И. Заусайловым. В 1875 году компаньоны заключили между собой договор (до этого времени действовало устное соглашение) об учреждении товарищества на вере «А. А. Печенкина и К» с капиталом 45000 руб., в равных долях и в том же году дополнительно к первому отделению («Проломному») в доме Мартинсона на Воскресенской улице было открыто «Воскресенское отделение» банкирской конторы «А.А. Печенкина и К». Оба отделения работали ежедневно, кроме выходных и праздничных дней, с 9 до 15 часов. Банкирская контора продавала и покупала по курсу Санкт-Петербургской биржи билеты 1-го и 2-го внутреннего с выигрышами займов, 5%-ые билеты Государственного банка, облигации восточных займов и другие ценные бумаги, а также принимала вклады срочные, до востребования и на текущий счёт, выдавала ссуды. В 1876 году была открыта контора в Екатеринбурге, в 1877 — в Саратове, в 1886 — в Нижнем Новгороде.
Коммерция приносила хорошую прибыль и Мартинсон стал вкладывать средства в другие предприятия. В 1882 году в своём доме он оборудовал кабинет с телефонами для прослушивания театральных постановок, которые шли на сцене городского театра. Присутствовавшие на сеансе связи члены Казанского отделения Императорского Русского технического общества отмечали хорошую слышимость передачи. Мартинсон также открыл в Казани увеселительный сад и театр, который не выдержав конкуренции, просуществовал лишь два года. После этого Мартинсон увлёкся коллекционированием картин старых мастеров; даже приобрёл несколько полотен художников школы Рафаэля.
В 1888 году в Санкт-Петербурге (Невский проспект, 58.) была открыта, ставшая главной, контора товарищества. Однако, вскоре на фондовом рынке произошло падение почти всех процентных бумаг, и контора понесла на первых порах большие убытки. В Петербурге Мартинсон познакомился с Осипом Антоновичем Пржецлавским, который предложил товариществу «А. А. Печенкина и К» вступить в число основателей ломбарда. В результате, Мартинсон даже стал директором-распорядителем Петербургского Столичного ломбарда. Ссудные кассы в 1889 году были проданы и вместо них в Казани появилось отделение Столичного ломбарда для ссуд под залог движимостей. 
Банковская деятельность не приносила прибыли и в 1892 году Мартинсон, пытаясь найти выход из сложившегося кризиса, купил рядом с Вильно, участок земли в 175 десятин, — урочище «Зверинец», где он стал продавать наделы под застройку жителям города с рассрочкой на 10 и 18 лет. В 1901 году эта местность была включена в городскую черту. Мартинсон безвозмездно выделил здесь участок земли для строительства храма во имя Знамения Пресвятой Богородицы.
В 1904 году банкирский дом «А. А. Печенкиной и К» обанкротился, 13 августа «вся касса петербургской конторы, документы, книги и бумаги были опечатаны прокурорским надзором Петербургского Окружного суда. В тот же день Особенной канцелярией по кредитной части Министерства финансов была произведена тщательная ревизия общей деятельности компании». В сентябре 1906 года была сформирована правительственная ликвидационная комиссия, которая проработала до 1914 года. В. В. Мартинсон уехал за границу, жил в Польше. В 1920 году он появился в Вильно, где, по-видимому, у него сохранилась какая-то собственность. Здесь он жил до своей смерти 18 февраля 1932 года. По завещанию, был похоронен в ограде Знаменской церкви.

## Комментарии
1. ↑  По словам Мартинсона, фактически им был внесён весь капитал предприятия: кроме наследства, которое он получил от своей матери (15 тыс.), он внёс средства от залога своего дома в Казани.